# Козлан Олександра Ярославівна
Козлан Олександра Ярославівна (27 липня 1981, Косів, Івано-Франківська область) — українська боксерка, призерка чемпіонатів світу та Європи.

## Спортивна кар'єра
Олександра Козлан була п'ять років підряд чемпіонкою України (2002—2006) в категорії до 66 кг.
- На чемпіонаті Європи 2003 перемогла двох суперниць і програла у фіналі Ірині Синецькій (Росія).
- На чемпіонаті Європи 2004 програла в першому бою Ірині Синецькій.
- На чемпіонаті Європи 2005 перемогла двох суперниць, а у півфіналі знов програла Ірині Синецькій.
- На чемпіонаті світу 2005 перемогла двох суперниць, а у півфіналі програла Мері Спенсер (Канада).
- На чемпіонаті Європи 2006 перемогла двох суперниць, а у фіналі програла Ая Сіссоко (Франція).
- На чемпіонаті світу 2006 Олександра Козлан перемогла трьох суперниць, у тому числі в півфіналі — Мері Спенсер, а у фіналі програла Ая Сіссоко.